# Foodfight!
Foodfight! ist ein US-amerikanischer Animationsfilm aus dem Jahr 2012. Er handelt von Produktmaskottchen, die nachts zum Leben erwachen und gegen eine neue, sie alle bedrohende Marke kämpfen. Der Film wurde ab dem Jahr 2000 produziert und seine Premiere mehrfach verschoben. Nachdem er schließlich veröffentlicht worden war, galt er nach kurzer Zeit als einer der schlechtesten jemals produzierten Animationsfilme.

## Handlung
Wenn die Supermärkte schließen und die Verkäufer in den Feierabend gehen, erwachen die Produkte als ihre Maskottchen zum Leben. So treffen sich in der nächtlichen Welt des Supermarktes Marketropolis unter anderen Charlie der Thunfisch, Meister Proper und Twinkie the Kid. In der Metropole der Werbemaskottchen kämpft Dex Dogdective mit seinem Freund, dem Schokoladen-Eichhörnchen Daredevil Dan gegen das Verbrechen. Er will sich mit Sunshine Goodness, hübsches Maskottchen für Rosinen, verloben. Doch kurz zuvor verschwindet sie und als Dex sie nicht finden kann, gibt er das Detektivgeschäft auf. Zu dieser Zeit kommt ein eigenartiger Vertreter zu Marketropolis, der dem Händler eine neue Produktreihe für sein Sortiment anbietet: Brand X. Und da die Produkte aufgenommen werden, taucht die attraktive Lady X in Metropolis auf – auch in Dex’ Bar, die er mittlerweile führt.
Nach und nach verdrängt Brand X andere Produkte aus dem Markt und deren Maskottchen flehen Dex an, ihnen zu helfen. Lady X tritt immer aggressiver auf und will schließlich den ganzen Markt unter ihre Kontrolle bringen. Es kommt zum Kampf zwischen Dex mit seinen befreundeten Marken gegen Lady X und ihre immer größer werdende Armee. In Lady X’ Hauptquartier angekommen findet Dex auch Sunshine. Er befreit sie und gemeinsam mit ihren Freunden können sie Brand X besiegen.

## Produktion
Die Idee zum Film entwickelten der Lawrence Kasanoff und Joshua Wexler von Threshold Entertainment 1999. Bei Treshold Entertainment wurden später auch die Animationen produziert, Lawrence Kasanoff führte Regie und schrieb zusammen mit Wexler das Drehbuch. Mit Verwendung der bekannten Markenfiguren als Nebencharaktere und in Gastauftritten sollte der Wert des Films gesteigert werden und zugleich ein gegenseitiger Werbewert von 100 Millionen US-Dollar für alle Beteiligten generiert werden. Dafür wurden die Rechte zur Verwendung von 80 Markenmaskottchen erworben. Mit der Produktion sollte der Erfolg von Toy Story nachgeahmt werden in der Hoffnung, Treshold Entertainment ähnlich erfolgreich wie Pixar zu machen. Entsprechend brachte Treshold Entertainment zusammen mit dem koreanischen Investor Natural Image ein Startkapital von 25 Millionen Dollar auf und versuchte die weiteren benötigten 50 Millionen einzuwerben. Zusätzliche 25 Millionen versprach sich Kasanoff durch den frühzeitigen Verkauf der Vertriebsrechte. Als Produzenten neben Kasanoff und Wexler fungierten Robert Engelman, George Johnsen und Alison Savitch. Die Musik komponierte Walter Murphy und die künstlerische Leitung lag bei Susan Carter Hall.
Die Animationen wurden zunächst in einem an die klassischen Warner Brothers angelehnten Stil produziert, mit Slapstick und Deformation der Figuren. Die meiste Arbeit wurde schließlich in kleinere Studios in Südkorea und Europa verlagert, um Kosten zu sparen, sodass Treshold selbst nur 22 Animatoren beschäftigte und 100 weitere in anderen Firmen. Für das Rendering wurden Server bei IBM in New York genutzt, womit das IT-Unternehmen seine Kontakte zur Filmbranche ausbauen wollte. Die Veröffentlichung war nach der Ankündigung von 2001 ursprünglich für Ende 2002 geplant. Nicht lange vor der Fertigstellung meldete das Studio jedoch ein Eindringen in die Server und den Diebstahl des Materials, von dem das meiste verloren sei. Das Team musste daraufhin neu beginnen und der Termin wurde immer wieder verschoben. Bei Neustart der Produktion wurde der Stil verändert, nun sollte intensiv auf Motion Capture gesetzt werden. Später äußerte der Regisseur, dies habe dazu geführt, dass er und die Animatoren in unterschiedlichen Sprachen gesprochen haben.
2005 wurde Lionsgate für die Vermarktung gewonnen und über das Finanzierungsunternehmen StoryArk weitere 20 Millionen Dollar für die Produktion eingeworben. Doch auch die weiteren Fertigstellungstermine wurden mehrfach verpasst. Nachdem die Produzenten durch die Schulden schließlich die Rechte an dem Film verloren hatten, wurde diese 2011 versteigert. Die Rechte gingen für 2,5 Millionen Dollar an das britische Boulevard Entertainment und so ließ StoryArk den Film mit so wenig Budget wie möglich fertig produzieren.

## Synchronisation
| Rollenname        | Synchronsprecher/in USA |
| ----------------- | ----------------------- |
| Dex Dogtective    | Charlie Sheen           |
| Sunshine Goodness | Hilary Duff             |
| Daredevil Dan     | Wayne Brady             |
| Lady X            | Eva Longoria            |
| Mr. Clipboard     | Christopher Lloyd       |

## Veröffentlichung und Rezeption
Am 15. Juni 2012 kam der Film in Großbritannien in ausgewählte Kinos. Es folgte eine Veröffentlichung auf DVD in Großbritannien, Finnland, Russland, Schweden und Dänemark noch im gleichen Jahr sowie 2013 in den USA. Später erschien Foodfight! in weiteren Ländern. Zum Film erschienen auch Merchandising-Artikel.
Bereits bei seiner Ankündigung 2001 wurde der Film dafür kritisiert, dass er (Kinder-)Unterhaltung und Werbung mische. Die Produzenten erwiderten dazu, dass sie kein Geld für die Verwendung der Werbefiguren bekämen.
Nach seiner Veröffentlichung 2013 wurde Foodfight! von der New York Times verrissen: Die Animationen wirkten unfertig, die Handlung undurchdringlich und widerlich. Einzig Liebhaber besonders schlechter Filme hätten sich sofort darauf gestürzt. Der Daily Telegraph nannte ihn den schlechtesten jemals produzierten Animationsfilm für Kinder. Aus dem Konzept hätte man noch ein zynisches Werk für Erwachsene machen können, für Kinder sei es ungeeignet. Und obwohl für Kinder vermarktet, enthalte der Film viele unangenehm offensichtliche sexuelle Anspielungen. Auch sonst ergebe wenig in der Handlung einen Sinn. Der Film zählt mittlerweile laut Internet Movie Database zu den schlechtesten Animationsfilmen aller Zeiten und gilt als der siebzehntschlechteste Film.